# میکائیل تاوارس
میکائیل تاوارس (انگلیسی: Mickaël Tavares؛ زادهٔ ۲۵ اکتبر ۱۹۸۲) بازیکن فوتبال اهل فرانسه است.
از باشگاه‌هایی که در آن بازی کرده‌است می‌توان به باشگاه فوتبال فولام، باشگاه فوتبال میدلزبرو، باشگاه فوتبال والویک، باشگاه فوتبال نانت، باشگاه فوتبال اسلاویا پراگ، باشگاه فوتبال آلورکا، باشگاه فوتبال سیدنی، باشگاه فوتبال هامبورگ، باشگاه فوتبال ملادا بولسلاف، و باشگاه فوتبال نورنبرگ اشاره کرد.
وی همچنین در تیم ملی فوتبال سنگال بازی کرده‌است.